# کویچی توگاشی
کویچی توگاشی (انگلیسی: Koichi Togashi؛ زادهٔ ۱۵ ژوئیهٔ ۱۹۷۱) بازیکن فوتبال اهل ژاپن است.
از باشگاه‌هایی که در آن بازی کرده‌است می‌توان به باشگاه فوتبال توکیو وردی و باشگاه فوتبال کونسادول ساپورو اشاره کرد.